# Ришар, Жозеф-Пьер
Жозеф Пьер Ришар (фр. Joseph Pierre Richard; 1771—1809) — французский военный деятель, полковник (1807 год), барон (1808 год), участник революционных и наполеоновских войн.

## Биография
Поступил на службу 14 июля 1789 года в бесплатную национальную гвардию Парижа, где 1 августа 1790 года стал сержантом, а 1 августа 1792 года — младшим лейтенантом. 23 августа 1793 года зачислен рядовым в 6-й батальон волонтёров Парижа и немедленно отправился в Арденнскую армию. 20 сентября 1793 года был избран капитаном и служил в этом качестве до 28 апреля 1794 года, когда снова стал солдатом в соответствии с законом от 22 ноября 1793 года. Перейдя в 181-ю боевую полубригаду, он был назначен помощником в штабе Самбро-Маасской армии 21 августа 1794 года в звании младшего лейтенанта. Произведён в лейтенанты 181-й полубригады, после чего был вновь приписан к штабу 6 апреля 1795 года. 8 октября 1796 года стал капитаном. 6 апреля 1800 года он стал помощником начальника штаба Рейнской армии, а 20 июля 1800 года был произведён в командиры батальона. 12 октября 1800 года был зачислен в 110-ю линейную полубригаду, затем перешёл 26 мая 1803 года в 55-ю линейную и стал там титулярным 15 июля 1803 года. 12 ноября 1803 года произведён в майоры 43-го полка линейной пехоты.
Он был произведён в полковники 10 февраля 1807 года и возглавил 46-й полк линейной пехоты. Во главе этого полка участвовал в Польской кампании 1807 года в составе «Железной бригады» генерала Фере, входившей во 2-ю пехотную дивизию Карра-Сен-Сира 4-го корпуса Великой Армии. Отличился в сражении при Ломиттене 5 июня, где был ранен и 10 июня при Гейльсберге. Сражался в Австрийской кампании 1809 года и погиб 22 мая 1809 года при обороне деревни Асперн.

## Титулы
- Барон Ришар и Империи (фр. baron Richard et de l'Empire; декрет от 19 марта 1808 года, патент подтверждён 2 августа 1808 года в Бордо)[1][2].

## Награды
Легионер ордена Почётного легиона (25 марта 1804 года)
 Офицер ордена Почётного легиона (11 июля 1807 года)
- дотация в размере 4000 франков годового дохода от собственности, зарезервированной в Вестфалии (17 марта 1808 года)